# Хав'єр Агірре
Хав'єр Агірре (ісп. Javier Aguirre, нар. 1 грудня 1958, Мехіко) — мексиканський футбольний тренер.
У минулому — футболіст, півзахисник. Як гравець відомий виступами за клуби «Америка» та «Гвадалахара», а також національну збірну Мексики. Чемпіон Мексики.
Як тренер чемпіон Мексики, володар Золотого кубка КОНКАКАФ на чолі збірної Мексики.

## Клубна кар'єра
У дорослому футболі дебютував 1979 року виступами за команду клубу «Америка», в якій провів один сезон, взявши участь лише у 7 матчах чемпіонату.
Протягом 1980 року захищав кольори команди американського клубу «Лос-Анджелес Ацтекс».
Своєю грою за останню команду знову привернув увагу представників тренерського штабу клубу «Америка», до складу якого повернувся 1981 року. Цього разу відіграв за команду з Мехіко наступні три сезони своєї ігрової кар'єри. Більшість часу, проведеного у складі «Америки», був основним гравцем команди.
Згодом з 1984 по 1987 рік грав у складі команд клубів «Атланте» та іспанської «Осасуни».
1987 року перейшов до клубу «Гвадалахара», за який відіграв 6 сезонів. Граючи у складі «Гвадалахари» також здебільшого виходив на поле в основному складі команди. Завершив професійну кар'єру футболіста виступами за команду «Гвадалахара» у 1993 році.

## Виступи за збірну
1983 року дебютував в офіційних матчах у складі національної збірної Мексики. Протягом кар'єри у національній команді, яка тривала 10 років, провів у формі головної команди країни 59 матчів, забивши 14 голів.
У складі збірної був учасником домашнього для мексиканців чемпіонату світу 1986 року.

## Кар'єра тренера
Невдовзі після завершення виступів на полі розпочав тренерську роботу, очоливши 1995 року команду клубу «Атланте», з якою пропрацював до 1996. У 1998 був призначений головним тренером іншої мексиканської команди, «Пачуки», вже за рік, у 1999, привів її до перемоги в національному чемпіонаті.
2001 року молодого спеціаліста було обрано новим головним тренером національної збірної Мексики. Керував національною командою в рамках розіграшу Кубка Америки 2001 року, що проходив у Колумбії і де мексиканці здобули «срібло». Очолювана Агірре команда була також учасником розіграшу Кубка Конфедерацій 2001 року, розіграшу Золотого кубка КОНКАКАФ 2002 року та фінальної частини чемпіонату світу 2002 року в Японії і Південній Кореї, де мексиканська збірна впевнено пройшла груповий етап, втім вже в 1/8 фіналу поступилася збірній США.
Після ЧС-2002 Агірре залишив національну команду і повернувся до клубної роботи. Наступними його командами були іспанські «Осасуна» та «Атлетіко» (Мадрид).
2009 року повернувся на батьківщину, знову погодившись очолити збірну Мексики. Того ж року привів мексиканців до перемоги у розіграші Золотого кубка КОНКАКАФ. За рік, у 2010, команда Агірре брала участь у фінальній частині чемпіонату світу 2010 року у ПАР. Як і вісьмома роками раніше, мексиканцям вдалося вийти з групи, однак вони були змушені припинити боротьбу на стадії 1/8 фіналу, поступившись цього разу збірній Аргентини. Після цієї поразки Агірре пішов у відставку з посади очільника національної команди.
У листопаді 2010 року повернувся до Іспанії, де очолив тренерський штаб команди клубу «Реал Сарагоса». Пропрацював з цією командою трохи більше року, був звільнений керівництвом клубу у грудні 2011 року через назадовільні результати команди у національній першості.
З листопада 2012 по травень 2014 року очолював команду іншого іспанського клубу, «Еспаньйола», з якою боровся за збереження прописки у Ла Лізі.
Влітку 2014 року був представлений новим головним тренером національної збірної Японії, змінивши на посаді італійця Альберто Дзаккероні, який вирішив завершити тренерську кар'єру. Керував діями збірної на Кубку Азії 2015 року, де японці впевнено вийшли з групи, вигравши усі матчі групового етапу, проте поступилися на стадії чвертьфіналів збірній ОАЕ. Майже відразу після завершення турніру, 3 лютого 2015, Футбольна асоціація Японії оголосила про розірвання контракту з Агірре. Офіційною причиною такого рішення стала інформація про початок розслідування щодо договірного матчу за участю «Реал Сарагоса» в Ла-Лізі сезону 2010/11, коли команду очолював мексиканський фахівець.
18 червня 2015 року став головним тренером команди еміратського клубу «Аль-Вахда» (Абу-Дабі), з яким пропрацював два сезони.
У серпні 2018 року був призначений головним тренером національної збірної Єгипту. Готував команду до домашнього для неї Кубка африканських націй 2019. На цьому турнірі господарі виграли усі три матчі групового етапу, впевнено вийшовши до плей-оф. Утім у першому ж раунді плей-оф, на стадії 1/8 фіналу, вони мінімально поступилися південноафриканцям 0:1 і вибули з боротьби. Такий результат було визнано провальним і тренера було звільнено.
Восени 2019 року повернувся до іспанської Ла-Ліги, очоливши тренерський штаб одного з аутсайдерів, «Леганеса». Команда до останнього боролася за збереження місця у найвищому іспанському дивізіоні, проте не змогла виконати це завдання, після чого мексиканський спеціаліст її залишив.

## Досягнення

### Як гравця
- Чемпіон Мексики:

«Америка»: 1984

### Як тренера
- Чемпіон Мексики (1):

«Пачука»: 1999
- Срібний призер Кубка Америки (1): 2001
- Володар Золотого кубка КОНКАКАФ (2):

 Мексика: 2009, 2025
- Володар Кубка Ліги ОАЕ (1):

«Аль-Вахда»: 2015-16
- Володар Кубка Президента ОАЕ (1):

«Аль-Вахда»: 2016-17
- Володар Ліги чемпіонів КОНКАКАФ (1):

«Монтеррей»: 2021